# لا پاز (هندوراس
لا پاز (به اسپانیایی: La Paz) یک منطقهٔ مسکونی در هندوراس است که در استان لاپاز واقع شده‌است. لا پاز ۱۶۲ کیلومتر مربع مساحت و ۴۶٬۲۶۴ نفر جمعیت دارد و ۷۵۰٫۱۲ متر بالاتر از سطح دریا واقع شده‌است.